# Paul Metzger (Politiker)
Paul Metzger (* 24. Oktober 1944 in Heidelsheim) ist ein deutscher Kommunalpolitiker (CDU). Er war von 1986 bis 2010 Oberbürgermeister der Großen Kreisstadt Bretten. Metzger war zudem von Oktober 2009 bis September 2010 Präsident des Karlsruher SC.

## Beruflicher Werdegang
Nach seiner Schulausbildung war Metzger zunächst bei der Firma Neff als Industriekaufmann und danach bei der Deutschen Bundespost beschäftigt. Im Jahr 1964 begann er eine Ausbildung für den gehobenen Verwaltungsdienst bei der Stadtverwaltung Bruchsal und wurde nach Abschluss der Ausbildung dort bis 1974 im städtischen Bauamt weiterbeschäftigt. Danach war Metzger bis 1986 Referent beim Gemeindetag Baden-Württemberg und stieg dort in den Höheren Verwaltungsdienst auf. Dort war Metzger unter anderem mit der Vertretung der kommunalen Interessen im Landtag von Baden-Württemberg betraut.
Nachdem er bereits ab 1975 als SPD-Mitglied ehrenamtlicher Ortsvorsteher seines Heimatorts, des Bruchsaler Stadtteils Heidelsheim, gewesen war, kandidierte Metzger im Jahr 1985 als Parteiloser für das Amt des Oberbürgermeisters der benachbarten Großen Kreisstadt Bretten. Bei der Wahl im November 1985 konnte Metzger die Mehrzahl der Stimmen auf sich vereinen und seine Arbeit zum 1. Februar 1986 beginnen. Die nachfolgenden Wahlen in den Jahren 1993 und 2001 bestätigten Metzger (inzwischen CDU-Mitglied) jeweils mit großer Mehrheit in seinem Amt. In seiner Zeit als Oberbürgermeister hat sich Metzger unter anderem bei der Industrieansiedlung einen Namen gemacht. Da er die Altersgrenze für eine erneute Kandidatur zum Zeitpunkt der Oberbürgermeisterwahl 2009 überschritten hatte, stellte er sich nicht zur Wiederwahl. Metzgers dritte Amtszeit endete am 31. Januar 2010. Seitdem ist Martin Wolff sein Nachfolger.

## Ehrenamtliche Tätigkeiten
Metzger ist Sprecher der Bürgerinitiative Brettener Heimat- und Denkmalpflege und engagiert sich für die Erhaltung historischer Gebäude, darunter für den Pfeiferturm, der durch die Initiative saniert wurde.
Am 30. September 2009 wurde Metzger von den Mitgliedern des Karlsruher SC als einer von drei Kandidaten mit 748 von 1424 Stimmen zum Präsidenten gewählt. Er wurde Nachfolger von Hubert H. Raase, der nicht mehr angetreten war. Auf der darauf folgenden Jahreshauptversammlung des Vereins am 20. September 2010 stand ein Antrag auf Abwahl Metzgers zur Abstimmung; nachdem mit der absoluten Mehrheit der abgegebenen Stimmen das Abwahlverfahren eingeleitet wurde, kam Metzger einer Abwahl zuvor und erklärte seinen Rücktritt.

## Ehrungen
Paul Metzger ist seit dem 29. Januar 2010 Ehrenbürger der Stadt Bretten. Für seine kommunalpolitische Arbeit wurde er im Jahr 2010 mit dem Bundesverdienstkreuz 1. Klasse ausgezeichnet.